# Cappella Garganelli

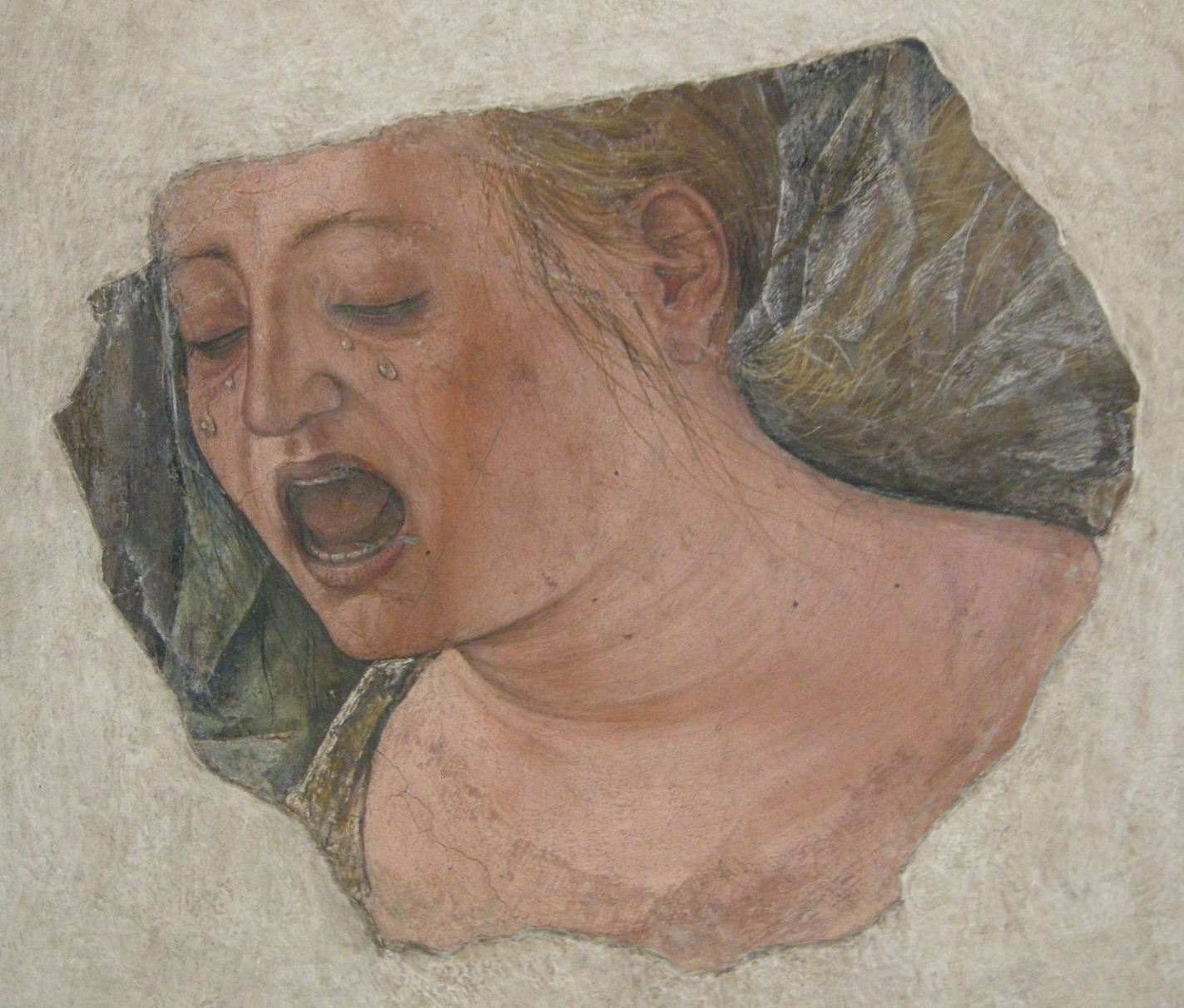
Maddalena piangente, unico frammento sopravvissuto degli affreschi della cappella Garganelli, Bologna, Pinacoteca Nazionale

La Cappella Garganelli si trovava nell'antica cattedrale di San Pietro a Bologna e conservava un prezioso ciclo di affreschi dei ferraresi Francesco del Cossa ed Ercole de' Roberti. Venne distrutta con la ricostruzione della chiesa nel 1601, per mano dell'architetto Pietro Fiorini. Oggi ne resta solo un frammento originale e alcuni frammenti di copie seicentesche.

## Storia
La cappella venne commissionata da Domenico Garganelli a Francesco del Cossa verso il 1477, ma l'autore riuscì a dipingere solo parte delle volte perché morì poco dopo, nel 1478, per la peste. L'opera venne allora affidata al suo collega Ercole de' Roberti, pure ferrarese, che vi lavorò negli anni successivi. Non sono certe le date del completamento dell'opera, che alcuni datano addirittura al 1487-1490: secondo Vasari l'opera richiese ben dodici anni: "sette per condurla a fresco e cinque in ritoccarla a secco".

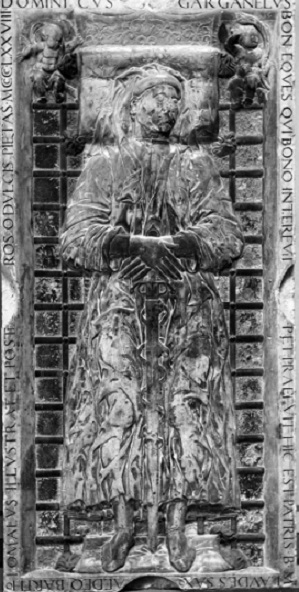
Lastra sepolcrale del Garganelli, scolpita da Francesco del Cossa

L'opera venne ampiamente ammirata dagli artisti bolognesi e di passaggio, anche se pochi ne assimilarono il linguaggio che doveva risultare particolarmente drammatico ed espressivo. Tra questi ci fu sicuramente Michelangelo Buonarroti, che nel suo viaggio giovanile a Bologna lodò ampiamente l'opera definendola "mezza Roma di bontà" (Pietro Lamo, Graticola di Bologna, 1560). Anche Giorgio Vasari ne fornì una descrizione.
La cappella venne completamente distrutta durante la ricostruzione della cattedrale, avviata nel 1605. Ne resta oggi solo un frammento originale, il volto della Maddalena piangente nella Pinacoteca Nazionale di Bologna, che faceva parte di una Crocifissione conosciuta tramite alcune copie. Il frammento (24,5x28,5 cm) fu scoperto nel 1943 in casa Boschi e acquistato dalla Pinacoteca nel 1958.

## Descrizione e stile
L'idea che si può farsi degli affreschi della cappella è quella di un'opera altamente innovativa, improntata ad immagini realistiche e percorse da un dolore incontenibile.
Su una parete si trovava la Crocifissione, ambientata sul Calvario tra un tumultuoso gruppo di giudei accorsi a vedere l'esecuzione. Ciascuno di essi era atteggiato a pose diverse, studiate attentamente, ed erano numerosi i dettagli espressivi presi dal vero e dalla lezione di Donatello a Padova, con scoppi di pianti, gesti di dolore e spavento. La Madonna era raffigurata nell'atto di svenire tra le pie donne, tra cui doveva trovarsi la Maddalena. San Giovanni era rappresentato nell'atto di fuggire. Longino era rappresentato a cavallo, con un'espressione dove si ravvisava l'empietà della sua condizione e il progressivo pentirsi del suo gesto, verso la conversione. Vi erano poi dei soldati che si giocavano la veste di Cristo, "con modi bizzarri di volti et abbigliamenti di vestiti", mentre le croci dei ladroni erano in scorcio, così come un virtuosistico cavallo che scalciava, descritto da Vasari.
Sulla parete opposta si trovava la Morte e transito della Vergine, con Maria sul catafalco circondata dagli apostoli e altre sei persone contemporanee quali testimoni, "ritratte di naturale tanto bene, che quegli che le conobbero affermano che elle sono vivissime". Qui vi era anche il ritratto del committente.